# Utah Phillips
Bruce Duncan "Utah" Phillips (Cleveland, 15 de maio de 1935 – Nevada City, 23 de maio de 2008) foi um organizador trabalhista, cantor folk, contador de histórias e poeta americano. Ele descreveu as lutas dos sindicatos e o poder da ação direta, autoidentificando-se como um anarquista. Ele frequentemente promovia os Trabalhadores Industriais do Mundo em sua música, ações e palavras.